# Lechia Zielona Góra
Lechia Zielona Góra – polski klub piłki nożnej, który swoją siedzibę ma w Zielonej Górze i został założony w 1946 roku. W sezonie 2024/2025 występuje w III lidze grupa III.

## Dzieje klubu
W 1946 roku przy fabryce wagonów i mostów powstał jeden z pierwszych klubów piłkarskich w Zielonej Górze Robotniczy Klub Sportowy „Wagmo” (skrót od „Wagony i Mosty” – czyli nazwy fabryki, będącej protoplastą „Zastalu”). Podczas reorganizacji sportu klub trafił do zrzeszenia „Stal” w 1951 roku, chociaż nazwę zmieniono już w roku 1949. W 1952 roku zielonogórski zespół został zaproszony do rozgrywek II ligi jako reprezentant utworzonego dwa lata wcześniej województwa zielonogórskiego. „Stal” zajęła ostatnie 10. miejsce w lidze i po jednym sezonie pożegnała się z zapleczem ekstraklasy. W 1955 roku klub przyjął nazwę Klub Sportowy „Zastal”. W lutym 1957 roku, na fali przekształceń prawnych (przemianowanie kół w kluby), nastąpiła zmiana nazwy na Klub Sportowy „Lechia”. W strukturę nowego klubu włączono także koło sportowe "Zgrzeblarek". Prezesem został Kucera, a skład zarządu uzupełnili: Wietrzyński, Gałka, Smerda i Marciniak. 

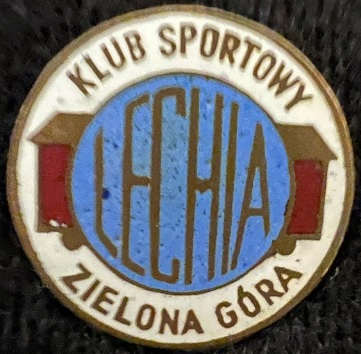
Odznaka przedstawiająca herb Lechii Zielona Góra w latach 60. XX wieku

W 1967 roku ponownie wrócono do nazwy Zakładowy Klub Sportowy „Zastal”. W sezonie 1973/1974 drużyna zagrała ponownie na zapleczu ekstraklasy zajmując 14. miejsce i po raz drugi spadła z II ligi po jednym sezonie. W 1979 roku zakłady Zastal zaprzestały wspierania klubu, a w konsekwencji sekcja piłkarska połączyła się z MZKS „Budowlani” w Międzyzakładowy Budowlany Klub Sportowy „Lechia”.  
W sezonie 1986/1987 drużyna osiągnęła największy sukces w Pucharze Polski – najpierw pokonała w 1/16 finału I-ligowego (ówczesna Ekstraklasa) Lecha Poznań na własnym stadionie przy obecności 5 tysięcy widzów 4:2 (po dogrywce), a następnie zespół awansował do ćwierćfinału Pucharu Polski gdzie u siebie  przy 6 tys. widzów pokonał występujący również w I lidze ŁKS Łódź 2:1, jednak w rewanżu Lechia przegrała po dogrywce 1:4. W 1990 roku w miejsce MBKS „Lechia” powołano Zielonogórskie Towarzystwo Piłkarskie „Lechia-Polmozbyt”. Sezony od 1995/1996 do 1998/1999 klub rozgrywał na zapleczu ekstraklasy, a miejsce 12. było najlepszym jakie drużyna w tym czasie zajęła.  
W 2000 roku dokonano fuzji z Piastem Czerwieńsk i przyjęto nazwę ASPN „Zryw”, a w 2001 roku z Lechem Sulechów w wyniku czego przyjęto nazwę KS „Lech-Zryw”, następnie KS „Lech-Zryw Sulma” i ostatecznie KS „Lech Sulma”. 25 stycznia 2005 roku klub powrócił do historycznej nazwy KS „Lechia”. W 2008 roku zielonogórska drużyna dokonała fuzji z Fadomem Nowogród Bobrzański. Latem 2012 roku UKP Zielona Góra wchłonął Lechię po której przejął miejsce w III lidze i rozpoczął działalność sportową pod nazwą Stelmet UKP Zielona Góra i tym samym Lechia przestała istnieć. 15 czerwca 2017 roku legendy Lechii zagrały w meczu wspomnień. W styczniu 2018 roku zespół Lechii zagrał charytatywny mecz na hali podczas Wielkiej Orkiestry Świątecznej Pomocy w Zielonej Górze. 
W lipcu 2019 roku Lechia została reaktywowana na bazie piłkarskiego Klubu Sportowego Falubaz i przystąpiła do rozgrywek III ligi (grupa III).
Lechia Zielona Góra posiadała także sekcję piłki nożnej kobiet.

### Historyczne nazwy
- 1946 – Robotniczy Klub Sportowy Wagmo
- 1949 – Klub Sportowy Stal
- 1955 – Klub Sportowy Zastal
- 1957 – Klub Sportowy Lechia
- 1968 – Zakładowy Klub Sportowy Zastal[11]
- 1979 – Międzyzakładowy Budowlany Klub Sportowy Lechia (fuzja Zastalu i MZKS Budowlani)
- 22 września 1990 – Zielonogórskie Towarzystwo Piłkarskie Lechia-Polmozbyt (w miejsce MBKS Lechia)
- 2000 – ASPN Zryw (fuzja ZTP Lechia z Piastem Czerwieńsk)
- 2001 – KS Lech-Zryw, KS Lech-Zryw Sulma, a następnie KS Lech Sulma (fuzja ASPN Zryw z Lechem Sulechów)
- 25 stycznia 2005 – Klub Sportowy Lechia

## Sezon po sezonie Lechia Zielona Góra
| Poziom rozgrywek | Liczba sezonów | Sezony |
| ---------------- | -------------- | --- |
| I                | 0              | - |
| II               | 6              | 1952, 1973/1974, 1995/1996, 1996/1997, 1997/1998, 1998/1999 |
| III              | 52             | 1947/1948, 1949/1950, 1951, 1953, 1954, 1956, 1957, 1958, 1959, 1960, 1960/1961, 1961/1962, 1962/1963, 1963/1964, 1964/1965, 1965/1966, 1969/1970, 1971/1972, 1972/1973, 1974/1975, 1975/1976, 1976/1977, 1977/1978, 1978/1979, 1979/1980, 1980/1981, 1981/1982, 1982/1983, 1983/1984, 1984/1985, 1985/1986, 1986/1987, 1987/1988, 1988/1989, 1989/1990, 1990/1991, 1991/1992, 1993/1994, 1994/1995, 1999/2000, 2000/2001, 2001/2002, 2002/2003, 2003/2004, 2004/2005, 2005/2006, 2006/2007, 2007/2008, 2008/2009, 2009/2010, 2010/2011, 2013/2014 |
| IV               | 18             | 1946/1947, 1948/1949, 1955, 1966/1967, 1967/1968, 1968/1969, 1970/1971, 1992/1993, 2011/2012, 2012/2013, 2014/2015, 2016/2017, 2017/2018, 2019/2020, 2020/2021, 2021/2022, 2022/2023, 2023/2024 |
| V                | 2              | 2015/2016, 2018/2019 |
| VI               | 0              | |
| VII              | 0              | |
| VIII             | 0              | |

| Sezon     | Liga                                                                         | Miejsce | Punkty | Bramki | Z  | R  | P  | Ilość spotkań ligowych + baraże | Puchar Polski (Centralny) | Puchar Polski (Regionalny) | Poziom ligowy | Uwagi |
| --------- | ---------------------------------------------------------------------------- | ------- | ------ | ------ | -- | -- | -- | ------------------------------- | ------------------------- | -------------------------- | ------------- | --- |
| 1946/1947 | Klasa C Poznań grupa XI                                                      |         |        |        |    |    |    | 14                              |                           |                            | IV            | występy pod nazwą RKS Wagmo Zielona Góra                                                                   |
| 1947/1948 | Klasa B Poznań grupa VII                                                     |         |        |        |    |    |    |                                 |                           |                            | III           | występy pod nazwą RKS Wagmo Zielona Góra                                                                   |
| 1948/1949 | Klasa B Poznań grupa IV                                                      | 1       | 8      | 10-0   |    |    |    | 6                               |                           |                            | IV            | występy pod nazwą KS Stal Zielona Góra w rundzie jesiennej występował pod nazwą RKS Wagmo                  |
| 1949/1950 | Klasa A Poznań grupa II                                                      | 5       | 18     | 39-34  |    |    |    | 18                              |                           |                            | III           | występy pod nazwą KS Stal Zielona Góra                                                                     |
| 1951      | Klasa A Zielona Góra - Mistrzostwa 1 Klasy Wojewódzkiej                      | 1       | 25     | 51-20  |    |    |    | 16 + 10                         |                           |                            | III           | występy pod nazwą KS Stal Zielona Góra, baraże o II ligę                                                   |
| 1952      | II Liga - Grupa C Katowice-Wrocław-Opole-Sosnowiec                           | 10      | 8      | 18-58  | 3  | 2  | 13 | 18                              | 1/64                      |                            | II            | występy pod nazwą KS Stal Zielona Góra                                                                     |
| 1953      | Liga Międzywojewódzka Poznań-Szczecin-Zielona Góra                           | 8       | 17     | 53-55  |    |    |    | 22                              |                           |                            | III           | występy pod nazwą KS Stal Zielona Góra                                                                     |
| 1954      | Liga Międzywojewódzka Poznań-Szczecin-Zielona Góra                           | 12      | 11     | 18-69  |    |    |    | 24                              |                           |                            | III           | występy pod nazwą KS Stal Zielona Góra                                                                     |
| 1955      | Klasa A Zielona Góra Południowa                                              | 1       | 30     | 57-13  |    |    |    | 18                              |                           |                            | IV            | występy pod nazwą KS Zastal Zielona Góra                                                                   |
| 1956      | Liga Międzywojewódzka Szczecin-Zielona Góra-Koszalin                         | 6       | 18     | 41-30  |    |    |    | 20                              |                           |                            | III           | występy pod nazwą KS Zastal Zielona Góra                                                                   |
| 1957      | Klasa Okręgowa Zielona Góra                                                  | 5       | 20     | 29-30  |    |    |    | 18                              |                           |                            | III           | występy pod nazwą KS Lechia Zielona Góra                                                                   |
| 1958      | Klasa Okręgowa Zielona Góra                                                  | 3       | 25     | 42-22  |    |    |    | 20                              |                           |                            | III           | występy pod nazwą KS Lechia Zielona Góra                                                                   |
| 1959      | Klasa Okręgowa Zielona Góra                                                  | 7       | 22     | 43-31  |    |    |    | 22                              |                           |                            | III           | występy pod nazwą KS Lechia Zielona Góra                                                                   |
| 1960      | Klasa Okręgowa Zielona Góra                                                  | 4       | 29     | 58-27  |    |    |    | 22                              |                           |                            | III           | występy pod nazwą KS Lechia Zielona Góra                                                                   |
| 1960/1961 | Klasa Okręgowa Zielona Góra                                                  | 4       | 25     | 47-43  |    |    |    | 23                              |                           | Zwycięstwo                 | III           | występy pod nazwą KS Lechia Zielona Góra                                                                   |
| 1961/1962 | Klasa Okręgowa Zielona Góra                                                  | 1       | 36     | 77-32  |    |    |    | 24 + 8                          | 1/16                      | Zwycięstwo                 | III           | występy pod nazwą KS Lechia Zielona Góra, udział w barażach o II ligę                                      |
| 1962/1963 | Klasa Okręgowa Zielona Góra                                                  | 2       | 33     | 61-37  |    |    |    | 24                              | 1/64                      |                            | III           | występy pod nazwą KS Lechia Zielona Góra                                                                   |
| 1963/1964 | Klasa Okręgowa Zielona Góra                                                  | 7       | 20     | 32-40  |    |    |    | 22                              |                           |                            | III           | występy pod nazwą KS Lechia Zielona Góra                                                                   |
| 1964/1965 | Klasa Okręgowa Zielona Góra                                                  | 8       | 20     | 23-28  |    |    |    | 22                              |                           |                            | III           | występy pod nazwą KS Lechia Zielona Góra                                                                   |
| 1965/1966 | Klasa Okręgowa Zielona Góra                                                  | 5       | 24     | 35-33  |    |    |    | 22                              |                           |                            | III           | występy pod nazwą KS Lechia Zielona Góra, reorganizacja rozgrywek                                          |
| 1966/1967 | Klasa Okręgowa Zielona Góra                                                  | 3       | 26     | 45-31  |    |    |    | 22                              |                           |                            | IV            | występy pod nazwą KS Lechia Zielona Góra                                                                   |
| 1967/1968 | Klasa Okręgowa Zielona Góra                                                  | 3       | 28     | 43-29  |    |    |    | 22                              |                           |                            | IV            | występy pod nazwą ZKS Zastal Zielona Góra                                                                  |
| 1968/1969 | Klasa Okręgowa Zielona Góra                                                  | 1       | 39     | 49-14  |    |    |    | 22                              |                           |                            | IV            | występy pod nazwą ZKS Zastal Zielona Góra                                                                  |
| 1969/1970 | Liga Międzywojewódzka grupa I Katowice-Wrocław-Opole-Zielona Góra            | 13      | 27     | 19-34  | 10 | 7  | 13 | 30                              |                           |                            | III           | występy pod nazwą ZKS Zastal Zielona Góra                                                                  |
| 1970/1971 | Klasa Okręgowa Zielona Góra                                                  | 2       | 41     | 49-19  |    |    |    | 26 + 1                          |                           |                            | IV            | występy pod nazwą ZKS Zastal Zielona Góra, dodatkowe spotkanie o mistrza K. O.                             |
| 1971/1972 | Liga Międzywojewódzka grupa IV Poznań-Szczecin-Bydgoszcz-Gdańsk-Zielona Góra | 7       | 32     | 41-35  | 13 | 6  | 11 | 30                              |                           | Zwycięstwo                 | III           | występy pod nazwą ZKS Zastal Zielona Góra                                                                  |
| 1972/1973 | Liga Międzywojewódzka grupa I Katowice-Wrocław-Opole-Zielona Góra            | 9       | 29     | 42-33  | 9  | 11 | 10 | 30                              | 1/32                      |                            | III           | występy pod nazwą ZKS Zastal Zielona Góra                                                                  |
| 1973/1974 | II Liga - Grupa Południowa                                                   | 14      | 25     | 27-48  | 7  | 11 | 12 | 30                              |                           |                            | II            | występy pod nazwą ZKS Zastal Zielona Góra                                                                  |
| 1974/1975 | Liga Międzywojewódzka grupa I Katowice-Wrocław-Opole-Zielona Góra            | 1       | 41     | 65-16  | 18 | 5  | 3  | 26 + 1 + 6                      |                           | Zwycięstwo                 | III           | występy pod nazwą ZKS Zastal Zielona Góra, dodatkowe spotkanie o mistrza L. M. udział w barażach o II ligę |
| 1975/1976 | Klasa Wojewódzka Zielona Góra                                                | 1       | 42     | 66-11  | 18 | 6  | 2  | 26 + 6                          | 1/32                      | Zwycięstwo                 | III           | występy pod nazwą ZKS Zastal Zielona Góra, udział w barażach o II ligę                                     |
| 1976/1977 | III Liga grupa VI                                                            | 3       | 34     | 33-23  | 12 | 10 | 6  | 28                              | 1/16                      |                            | III           | występy pod nazwą ZKS Zastal Zielona Góra                                                                  |
| 1977/1978 | III Liga grupa VII                                                           | 2       | 35     | 48-14  | 13 | 9  | 4  | 26                              |                           |                            | III           | występy pod nazwą ZKS Zastal Zielona Góra                                                                  |
| 1978/1979 | III Liga gr. VII                                                             | 6       | 27     | 40-32  | 11 | 5  | 10 | 26                              |                           |                            | III           | występy pod nazwą ZKS Zastal Zielona Góra                                                                  |
| 1979/1980 | III Liga gr. VI                                                              | 8       | 26     | 28-28  | 9  | 8  | 9  | 26                              |                           |                            | III           | występy pod nazwą MBKS Lechia Zielona Góra, fuzja z MZKS Budowlanymi Zielona Góra                          |
| 1980/1981 | III Liga gr. I                                                               | 9       | 26     | 32-33  | 9  | 8  | 9  | 26                              |                           |                            | III           | występy pod nazwą MBKS Lechia Zielona Góra                                                                 |
| 1981/1982 | III Liga gr. I                                                               | 6       | 28     | 25-29  | 10 | 8  | 8  | 26                              | 1/256                     | Zwycięstwo                 | III           | występy pod nazwą MBKS Lechia Zielona Góra                                                                 |
| 1982/1983 | III Liga gr. I                                                               | 7       | 26     | 27-27  |    |    |    | 26                              | 1/64                      |                            | III           | występy pod nazwą MBKS Lechia Zielona Góra                                                                 |
| 1983/1984 | III Liga gr. I                                                               | 5       | 31     | 39-22  |    |    |    | 26                              |                           | Zwycięstwo                 | III           | występy pod nazwą MBKS Lechia Zielona Góra                                                                 |
| 1984/1985 | III Liga gr. I wielkopolska                                                  | 6       | 28     | 22-18  | 8  | 12 | 6  | 26                              | 1/16                      | Finalista                  | III           | występy pod nazwą MBKS Lechia Zielona Góra                                                                 |
| 1985/1986 | III Liga gr. I wielkopolska                                                  | 3       | 33     | 40-23  | 12 | 9  | 5  | 26                              |                           | Zwycięstwo                 | III           | występy pod nazwą MBKS Lechia Zielona Góra                                                                 |
| 1986/1987 | III Liga gr. I wielkopolska                                                  | 3       | 45     | 41-18  | 15 | 6  | 5  | 26                              | 1/4                       |                            | III           | występy pod nazwą MBKS Lechia Zielona Góra                                                                 |
| 1987/1988 | III Liga gr. I wielkopolska                                                  | 6       | 26     | 29-24  | 8  | 7  | 11 | 26                              |                           | Zwycięstwo                 | III           | występy pod nazwą MBKS Lechia Zielona Góra                                                                 |
| 1988/1989 | III Liga gr. I wielkopolska                                                  | 5       | 34     | 36-23  | 12 | 10 | 4  | 26                              | 1/128                     |                            | III           | występy pod nazwą MBKS Lechia Zielona Góra                                                                 |
| 1989/1990 | III Liga gr. I Północna                                                      | 14      | 33     | 39-50  | 12 | 11 | 15 | 38                              |                           |                            | III           | występy pod nazwą MBKS Lechia Zielona Góra                                                                 |
| 1990/1991 | III Liga gr. IV Dolny Śląsk                                                  | 7       | 33     | 48-38  | 11 | 12 | 7  | 30                              |                           | Zwycięstwo                 | III           | występy pod nazwą ZTP Lechia-Polmozbyt Zielona Góra                                                        |
| 1991/1992 | III Liga gr. VII Dolny Śląsk                                                 | 11      | 27     | 28-33  |    |    |    | 30                              | 1/128                     |                            | III           | występy pod nazwą ZTP Lechia-Polmozbyt Zielona Góra                                                        |
| 1992/1993 | IV Liga Makroregionalna Legnica-Leszno-Zielona Góra                          | 1       | 49     | 75-22  |    |    |    | 30                              |                           |                            | IV            | występy pod nazwą ZTP Lechia-Polmozbyt Zielona Góra                                                        |
| 1993/1994 | III Liga gr. VIII Dolny Śląsk                                                | 5       | 38     | 46-24  | 15 | 8  | 7  | 30                              |                           | Zwycięstwo                 | III           | występy pod nazwą ZTP Lechia-Polmozbyt Zielona Góra                                                        |
| 1994/1995 | III Liga gr. VIII Dolny Śląsk                                                | 1       | 53     | 74-31  | 22 | 9  | 3  | 34                              | 1/64                      | Zwycięstwo                 | III           | występy pod nazwą ZTP Lechia-Polmozbyt Zielona Góra                                                        |
| 1995/1996 | II Liga gr. zachodnia                                                        | 14      | 40     | 38-65  | 11 | 7  | 16 | 34                              | 1/256                     |                            | II            | występy pod nazwą ZTP Lechia-Polmozbyt Zielona Góra                                                        |
| 1996/1997 | II Liga gr. zachodnia                                                        | 14      | 39     | 28-42  | 11 | 6  | 17 | 34                              | 1/32                      |                            | II            | występy pod nazwą ZTP Lechia-Polmozbyt Zielona Góra                                                        |
| 1997/1998 | II Liga gr. zachodnia                                                        | 12      | 37     | 36-45  | 10 | 7  | 15 | 32                              | 1/64                      |                            | II            | występy pod nazwą ZTP Lechia-Polmozbyt Zielona Góra                                                        |
| 1998/1999 | II Liga gr. zachodnia                                                        | 14      | 12     | 17-52  | 2  | 6  | 18 | 26                              | 1/64                      |                            | II            | występy pod nazwą ZTP Lechia-Polmozbyt Zielona Góra                                                        |
| 1999/2000 | III Liga gr. II Zachodnia                                                    | 14      | 38     | 40-58  | 11 | 5  | 18 | 34                              | 1/32                      |                            | III           | występy pod nazwą ZTP Lechia-Polmozbyt Zielona Góra, fuzja z Piastem Czerwieńsk                            |
| 2000/2001 | III Liga gr. III                                                             | 19      | 22     | 50-89  | 5  | 7  | 26 | 38                              |                           |                            | III           | występy pod nazwą ASPN Zryw Zielona Góra, fuzja z Zrywem Zielona Góra                                      |
| 2001/2002 | III Liga gr. III                                                             | 8       | 53     | 39-36  | 15 | 8  | 11 | 34                              |                           | Zwycięstwo                 | III           | występy pod nazwą KS Lech Zryw Zielona Góra, fuzja z Lechem Sulma Sulechów                                 |
| 2002/2003 | III Liga gr. III                                                             | 3       | 58     | 50-28  | 16 | 10 | 4  | 30                              | 1/16                      |                            | III           | występy pod nazwą KS Lech Sulma Zryw Zielona Góra                                                          |
| 2003/2004 | III Liga gr. III                                                             | 6       | 47     | 44-39  | 12 | 11 | 7  | 30                              |                           | 1/2 LZPN                   | III           | występy pod nazwą KS Lech Sulma Zielona Góra                                                               |
| 2004/2005 | III Liga gr. III                                                             | 13      | 30     | 31-53  | 7  | 9  | 14 | 30                              |                           | 1/2 LZPN                   | III           | występy pod nazwą KS Lechia Zielona Góra                                                                   |
| 2005/2006 | III Liga gr. III                                                             | 8       | 42     | 35-27  | 11 | 9  | 10 | 30                              |                           | 1/2 LZPN                   | III           | występy pod nazwą KS Lechia Zielona Góra                                                                   |
| 2006/2007 | III Liga gr. III                                                             | 8       | 44     | 44-40  | 13 | 5  | 12 | 30                              | 1/64                      | Zwycięstwo                 | III           | występy pod nazwą KS Lechia Zielona Góra                                                                   |
| 2007/2008 | III Liga gr. III                                                             | 7       | 46     | 50-41  | 12 | 10 | 8  | 30                              |                           | 1/2 LZPN                   | III           | występy pod nazwą KS Lechia Zielona Góra                                                                   |
| 2008/2009 | II Liga gr. zachodnia                                                        | 16      | 30     | 37-61  | 5  | 15 | 14 | 34                              |                           | 1/8 LZPN                   | III           | występy pod nazwą KS Lechia Zielona Góra, fuzja z Fadom Nowogród Bobrzański                                |
| 2009/2010 | II Liga gr. zachodnia                                                        | 13      | 36     | 33-54  | 10 | 6  | 18 | 34                              | 1/64                      | 1/8 LZPN                   | III           | występy pod nazwą KS Lechia Zielona Góra                                                                   |
| 2010/2011 | II Liga gr. zachodnia                                                        | 16      | 22     | 25-66  | 5  | 7  | 22 | 34                              | 1/64                      | 1/8 LZPN                   | III           | występy pod nazwą KS Lechia Zielona Góra                                                                   |
| 2011/2012 | III Liga gr. dolnośląsko-lubuska                                             | 3       | 51     | 42-22  | 15 | 6  | 7  | 28                              | 1/128                     | Zwycięstwo                 | IV            | występy pod nazwą KS Lechia Zielona Góra                                                                   |
| 2012/2013 | III Liga gr. dolnośląsko-lubuska                                             | 1       | 80     | 91-22  | 26 | 2  | 2  | 30                              | 1/128                     | 1/8 LZPN                   | IV            | występy pod nazwą Stelmet UKP Zielona Góra, fuzja z UKP Zielona Góra                                       |
| 2013/2014 | II Liga gr. zachodnia                                                        | 16      | 34     | 37-51  | 9  | 7  | 18 | 34                              |                           | 1/8 LZPN                   | III           | występy pod nazwą Stelmet UKP Zielona Góra                                                                 |
| 2014/2015 | III Liga gr. dolnośląsko-lubuska                                             | 9       | 47     | 45-58  | 14 | 5  | 15 | 34                              | 1/128                     | 1/4 LZPN                   | IV            | występy pod nazwą UKP Zielona Góra, UKP wycofał się po zakończeniu rozgrywek                               |
| 2015/2016 | IV Liga (grupa lubuska)                                                      | 1       | 68     | 70-22  | 20 | 8  | 2  | 30                              |                           | Finalista                  | V             | występy pod nazwą KS Falubaz Zielona Góra, fuzja UKP z Falubazem                                           |
| 2016/2017 | III Liga gr. III                                                             | 12      | 44     | 43-54  | 11 | 11 | 12 | 34                              |                           | 1/2 LZPN                   | IV            | występy pod nazwą KS Falubaz Zielona Góra                                                                  |
| 2017/2018 | III Liga gr. III                                                             | 17      | 33     | 48-67  | 9  | 6  | 19 | 34                              |                           | Zwycięstwo                 | IV            | występy pod nazwą KS Falubaz Zielona Góra                                                                  |
| 2018/2019 | IV Liga (grupa lubuska)                                                      | 1       | 76     | 103-25 | 24 | 4  | 2  | 30                              | 1/32                      | IV runda LZPN Zielona Góra | V             | występy pod nazwą KS Falubaz Gran-Bud Zielona Góra                                                         |
| 2019/2020 | III Liga gr. III                                                             | 10      | 26     | 30-35  | 8  | 2  | 8  | 18                              |                           | Zwycięstwo                 | IV            | występy pod nazwą KS Lechia Zielona Góra                                                                   |
| 2020/2021 | III Liga gr. III                                                             | 10      | 47     | 50-59  | 12 | 11 | 13 | 36                              | 1/32                      | Zwycięstwo                 | IV            | występy pod nazwą KS Lechia Gran-Bud Zielona Góra, fuzja z TS Masterchem Przylep                           |
| 2021/2022 | III Liga gr. III                                                             | 10      | 45     | 49-44  | 12 | 9  | 13 | 34                              | 1/16                      | Zwycięstwo                 | IV            | występy pod nazwą KS Lechia Zielona Góra                                                                   |
| 2022/2023 | III Liga gr. III                                                             | 9       | 47     | 51-51  | 12 | 1  | 11 | 34                              | 1/4                       | II runda LZPN Zielona Góra | IV            | występy pod nazwą KS Lechia Zielona Góra                                                                   |
| 2023/2024 | III Liga gr. III                                                             | 10      | 43     | 47-57  | 12 | 7  | 15 | 34                              |                           | Zwycięstwo                 | IV            | występy pod nazwą KS Lechia Zielona Góra                                                                   |
| 2024/2025 | III Liga gr. III                                                             | 8       | 52     | 48-37  | 15 | 7  | 12 | 34                              | 1/16                      | 1/2 LZPN                   | IV            | występy pod nazwą KS Lechia Zielona Góra                                                                   |

## Sezon po sezonie Lechia II Zielona Góra
| Sezon     | Liga                                                              | Miejsce | Punkty | Bramki | Z  | R | P  | Ilość spotkań ligowych + baraże | Puchar Polski (Centralny) | Puchar Polski (Regionalny)  | Poziom ligowy | Uwagi |
| --------- | ----------------------------------------------------------------- | ------- | ------ | ------ | -- | - | -- | ------------------------------- | ------------------------- | --------------------------- | ------------- | --- |
| 1946/1947 |                                                                   |         |        |        |    |   |    |                                 |                           |                             |               | występy pod nazwą RKS Wagmo Zielona Góra |
| 1947/1948 |                                                                   |         |        |        |    |   |    |                                 |                           |                             |               | występy pod nazwą RKS Wagmo Zielona Góra |
| 1948/1949 |                                                                   |         |        |        |    |   |    |                                 |                           |                             | III           | występy pod nazwą KS Stal II Zielona Góra w rundzie jesiennej występował pod nazwą RKS Wagmo II                                                                   |
| 1949/1950 |                                                                   |         |        |        |    |   |    |                                 |                           |                             |               | występy pod nazwą KS Stal II Zielona Góra |
| 1951      | Klasa B Zielona Góra grupa III - Mistrzostwa 2 Klasy Wojewódzkiej | 2       |        |        |    |   |    | 10                              |                           |                             | IV            | występy pod nazwą KS Stal II Zielona Góra |
| 1952      | Klasa A Zielona Góra Grupa II - Mistrzostwa 1 Klasy Wojewódzkiej  | 6       | 7      | 19-32  |    |   |    | 12                              | 1/64                      | Zwycięstwo                  | III           | występy pod nazwą KS Stal II Zielona Góra |
| 1953      | Klasa B Zielona Góra                                              |         |        |        |    |   |    |                                 |                           |                             | V             | występy pod nazwą KS Stal II Zielona Góra |
| 1954      | Klasa B Zielona Góra grupa II                                     | 11      | 18     | 43-71  |    |   |    | 24                              |                           |                             | V             | występy pod nazwą KS Stal II Zielona Góra |
| 1955      | Klasa B Zielona Góra grupa II Środkowa                            | 12      | 12     | 37-63  |    |   |    | 22                              |                           |                             | V             | występy pod nazwą KS Zastal II Zielona Góra |
| 1956      | Klasa C                                                           |         |        |        |    |   |    |                                 |                           |                             | VI            | występy pod nazwą KS Zastal II Zielona Góra |
| 1957      | Klasa C                                                           |         |        |        |    |   |    |                                 |                           |                             | VI            | występy pod nazwą KS Lechia II Zielona Góra |
| 1958      | Klasa C                                                           |         |        |        |    |   |    |                                 |                           |                             | VI            | występy pod nazwą KS Lechia II Zielona Góra |
| 1959      | Klasa B Świebodzin                                                | 1       | 35     |        |    |   |    | 22                              |                           |                             | V             | występy pod nazwą KS Lechia II Zielona Góra |
| 1960      | Klasa A Zielona Góra Południowa                                   | 9       |        |        |    |   |    | 16                              |                           |                             | IV            | występy pod nazwą KS Lechia II Zielona Góra |
| 1960/1961 | Klasa A Zielona Góra Północna                                     | 10      | 13     | 27-43  |    |   |    | 18                              |                           |                             | IV            | występy pod nazwą KS Lechia II Zielona Góra |
| 1961/1962 |                                                                   |         |        |        |    |   |    |                                 |                           |                             | V             | występy pod nazwą KS Lechia II Zielona Góra |
| 1962/1963 | Klasa B Zielona Góra                                              | 3       | 27     | 53-36  |    |   |    | 22                              |                           |                             | V             | występy pod nazwą KS Lechia II Zielona Góra |
| 1963/1964 | Klasa B Zielona Góra                                              | 3       | 35     | 73-40  |    |   |    | 24                              |                           |                             | V             | występy pod nazwą KS Lechia II Zielona Góra |
| 1964/1965 | Klasa B Zielona Góra grupa I                                      | 5       | 19     | 58-26  |    |   |    | 18                              |                           |                             | V             | występy pod nazwą KS Lechia II Zielona Góra |
| 1965/1966 | Klasa B Zielona Góra grupa I                                      | 1       | 39     | 78-15  |    |   |    | 18                              |                           |                             | V             | występy pod nazwą KS Lechia II Zielona Góra, reorganizacja rozgrywek                                                                                              |
| 1966/1967 | Klasa A Zielona Góra Południowa                                   | 5       | 23     | 47-34  |    |   |    | 22                              |                           |                             | V             | występy pod nazwą KS Lechia II Zielona Góra |
| 1967/1968 | Klasa A Zielona Góra Południowa                                   |         |        |        |    |   |    |                                 |                           |                             | V             | występy pod nazwą ZKS Zastal II Zielona Góra |
| 1968/1969 | Klasa A Zielona Góra Południowa                                   | 4       | 29     | 35-34  |    |   |    | 22                              |                           |                             | V             | występy pod nazwą ZKS Zastal II Zielona Góra |
| 1969/1970 | Klasa A Zielona Góra Północna                                     | 1       | 40     | 76-30  |    |   |    | 26                              |                           |                             | V             | występy pod nazwą ZKS Zastal II Zielona Góra, sadek pierwszego zespołu z III ligi do Klasy Okręgowej spowodował że rezerwy nie awansowały                         |
| 1970/1971 | Klasa A Zielona Góra Północna                                     |         |        |        |    |   |    |                                 |                           |                             | V             | występy pod nazwą ZKS Zastal II Zielona Góra |
| 1971/1972 | Klasa A Zielona Góra Północna                                     | 2       | 38     | 69-24  |    |   |    | 26                              |                           |                             | V             | występy pod nazwą ZKS Zastal II Zielona Góra |
| 1972/1973 | Klasa Okręgowa Zielona Góra                                       | 13      | 22     | 29-46  |    |   |    | 28                              |                           |                             | IV            | występy pod nazwą ZKS Spartakus/Zastal II Zielona Góra, fuzja Zastalu II Zielona Góra z Spartakusem Zielona Góra                                                  |
| 1973/1974 | Klasa Okręgowa Zielona Góra                                       | 4       | 32     | 52-25  |    |   |    | 26                              |                           |                             | IV            | występy pod nazwą ZKS Zastal II Zielona Góra |
| 1974/1975 | Klasa Międzypowiatowa Zielona Góra Południowa                     | 3       | 41     | 61-28  |    |   |    | 30                              |                           |                             | IV            | występy pod nazwą ZKS Zastal II Zielona Góra |
| 1975/1976 | Klasa A Zielona Góra grupa Wschodnia                              | 2       | 33     | 65-24  |    |   |    | 22                              |                           |                             | IV            | występy pod nazwą ZKS Zastal II Zielona Góra |
| 1976/1977 | Klasa A Zielona Góra                                              | 6       | 27     | 37-27  |    |   |    | 26                              |                           |                             | IV            | występy pod nazwą ZKS Zastal II Zielona Góra |
| 1977/1978 | Klasa A Zielona Góra                                              | 7       | 28     | 35-43  |    |   |    | 28                              |                           |                             | IV            | występy pod nazwą ZKS Zastal II Zielona Góra |
| 1978/1979 | Klasa A Zielona Góra                                              | 14      | 13     | 26-51  |    |   |    | 26                              |                           |                             | IV            | występy pod nazwą ZKS Zastal II Zielona Góra |
| 1979/1980 | Klasa A Zielona Góra grupa II                                     | 6       | 27     | 72-43  |    |   |    | 26                              |                           |                             | V             | występy pod nazwą MBKS Lechia II Zielona Góra, fuzja z MZKS Budowlanymi Zielona Góra, reorganizacja rozgrywek                                                     |
| 1980/1981 | Klasa B Zielona Góra grupa II                                     | 5       | 28     | 55-45  |    |   |    | 24                              |                           |                             | VI            | występy pod nazwą MBKS Lechia II Zielona Góra |
| 1981/1982 | Klasa B Zielona Góra grupa II                                     |         |        |        |    |   |    |                                 |                           |                             | VI            | występy pod nazwą MBKS Lechia II Zielona Góra |
| 1982/1983 | Klasa B Zielona Góra grupa II                                     | 3       | 33     | 56-24  |    |   |    | 24                              |                           |                             | VI            | występy pod nazwą MBKS Lechia II Zielona Góra |
| 1983/1984 | Klasa A Zielona Góra grupa II                                     | 13      | 19     | 37-54  |    |   |    | 26                              |                           |                             | V             | występy pod nazwą MBKS Lechia II Zielona Góra, reorganizacja rozgrywek                                                                                            |
| 1984/1985 | Klasa A Zielona Góra grupa I                                      | 4       | 29     | 56-49  |    |   |    | 26                              |                           |                             | VI            | występy pod nazwą MBKS Lechia II Zielona Góra |
| 1985/1986 | Klasa A Zielona Góra grupa II                                     | 6       | 29     | 71-51  |    |   |    | 26                              |                           |                             | VI            | występy pod nazwą MBKS Lechia II Zielona Góra |
| 1986/1987 | Klasa A Zielona Góra grupa I                                      | 3       | 35     | 69-30  |    |   |    | 26                              |                           |                             | VI            | występy pod nazwą MBKS Lechia II Zielona Góra |
| 1987/1988 | Klasa A Zielona Góra grupa I                                      | 4       | 29     | 66-38  |    |   |    | 26                              |                           |                             | VI            | występy pod nazwą MBKS Lechia II Zielona Góra |
| 1988/1989 | Klasa A Zielona Góra grupa II                                     |         |        |        |    |   |    | 26                              |                           |                             | VI            | występy pod nazwą MBKS Lechia II Zielona Góra |
| 1989/1990 | Klasa Okręgowa Zielona Góra                                       | 11      | 17     | 21-43  |    |   |    | 26                              |                           |                             | V             | występy pod nazwą MBKS Lechia II Zielona Góra |
| 1990/1991 | Klasa Okręgowa Zielona Góra                                       | 11      | 22     | 41-46  |    |   |    | 26                              |                           |                             | V             | występy pod nazwą ZTP Lechia-Polmozbyt II Zielona Góra |
| 1991/1992 | Klasa Okręgowa Zielona Góra                                       | 13      | 22     | 44-69  |    |   |    | 30                              |                           |                             | V             | występy pod nazwą ZTP Lechia-Polmozbyt II Zielona Góra |
| 1992/1993 | Klasa Okręgowa Zielona Góra                                       | 14      | 23     | 38-69  |    |   |    | 30                              |                           |                             | V             | występy pod nazwą ZTP Lechia-Polmozbyt II Zielona Góra |
| 1993/1994 | Klasa Okręgowa Zielona Góra                                       | 4       | 34     | 56-34  |    |   |    | 30                              |                           |                             | V             | występy pod nazwą ZTP Lechia-Polmozbyt II Zielona Góra |
| 1994/1995 | Klasa Okręgowa Zielona Góra                                       | 13      | 26     | 47-63  |    |   |    | 30                              |                           |                             | V             | występy pod nazwą ZTP Lechia-Polmozbyt II Zielona Góra |
| 1995/1996 | Klasa Okręgowa Zielona Góra                                       | 3       | 61     | 78-37  |    |   |    | 34                              |                           |                             | V             | występy pod nazwą ZTP Lechia-Polmozbyt II Zielona Góra |
| 1996/1997 | Klasa Okręgowa Zielona Góra                                       | 4       | 65     | 89-32  |    |   |    | 34                              |                           |                             | V             | występy pod nazwą ZTP Lechia-Polmozbyt II Zielona Góra |
| 1997/1998 | Klasa Okręgowa Zielona Góra                                       | 10      | 51     | 65-55  |    |   |    | 34                              |                           |                             | V             | występy pod nazwą ZTP Lechia-Polmozbyt II Zielona Góra |
| 1998/1999 | Klasa Okręgowa Zielona Góra                                       | 14      | 27     | 37-65  |    |   |    | 30                              |                           |                             | V             | występy pod nazwą ZTP Lechia-Polmozbyt II Zielona Góra |
| 1999/2000 | Klasa Okręgowa Zielona Góra                                       | 6       | 54     | 57-59  |    |   |    | 34                              |                           |                             | V             | występy pod nazwą ZTP Lechia-Polmozbyt II Zielona Góra, fuzja z Piastem Czerwieńsk                                                                                |
| 2000/2001 |                                                                   |         |        |        |    |   |    |                                 |                           |                             |               | występy pod nazwą ASPN Zryw Zielona Góra, fuzja z Zrywem Zielona Góra                                                                                             |
| 2001/2002 | IV liga (grupa lubuska)                                           | 16      | 30     | 45-72  | 7  | 9 | 18 | 34                              |                           |                             | IV            | występy pod nazwą KS Lech Zryw II Zielona Góra, fuzja z Lechem Sulma Sulechów                                                                                     |
| 2002/2003 | Liga Okręgowa Zielona Góra                                        | 4       | 58     | 80-50  | 18 | 4 | 8  | 30                              |                           | 1/2 LZPN                    | V             | występy pod nazwą KS Lech Sulma II Zielona Góra |
| 2003/2004 | Liga Okręgowa Zielona Góra                                        | 3       | 50     | 72-51  | 16 | 2 | 12 | 30                              |                           | IV runda LZPN Zielona Góra  | V             | występy pod nazwą KS Lech Sulma II Zielona Góra |
| 2004/2005 | Liga Okręgowa Zielona Góra                                        | 8       | 45     | 54-57  | 13 | 6 | 11 | 30                              |                           | III runda LZPN Zielona Góra | V             | występy pod nazwą KS Lechia II Zielona Góra |
| 2005/2006 | Klasa okręgowa Zielona Góra                                       | 1       | 72     | 102-27 | 22 | 6 | 2  | 30                              |                           | IV runda LZPN Zielona Góra  | V             | występy pod nazwą KS Lechia II Zielona Góra |
| 2006/2007 | IV liga (grupa lubuska)                                           | 8       | 42     | 55-49  | 12 | 6 | 12 | 30                              |                           | II runda LZPN Zielona Góra  | IV            | występy pod nazwą KS Lechia II Zielona Góra |
| 2007/2008 | IV liga (grupa lubuska)                                           | 5       | 56     | 65-35  | 16 | 8 | 6  | 30                              |                           | Zwycięstwo                  | IV            | występy pod nazwą KS Lechia II Zielona Góra |
| 2008/2009 | III liga (grupa dolnośląsko-lubuska)                              | 5       | 56     | 65-35  | 12 | 3 | 17 | 30                              | 1/64                      | 1/8 LZPN                    | IV            | występy pod nazwą Be Beton Lechia II Nowogród Bobrzański, fuzja z Fadomem Nowogród Bobrzański                                                                     |
| 2009/2010 | IV liga (grupa lubuska)                                           | 14      | 17     | 33-99  | 4  | 5 | 21 | 30                              |                           | I runda LZPN Zielona Góra   | V             | występy pod nazwą KS Lechia II Zielona Góra |
| 2010/2011 | Klasa Okręgowa Zielona Góra                                       | 6       | 47     | 55-52  | 13 | 8 | 9  | 30                              |                           | 1/8 LZPN                    | VI            | występy pod nazwą UKP Zielona Góra, fuzja KS Lechii II Zielona Góra z UKP Zielona Góra                                                                            |
| 2011/2012 | Klasa B Zielona Góra                                              | 15      | 24     | 52-71  | 7  | 3 | 18 | 28                              |                           |                             | VIII          | występy pod nazwą KS Lechia II Zielona Góra, klub wycofał się po rundzie jesiennej                                                                                |
| 2012/2013 | Klasa Okręgowa Zielona Góra                                       | 4       | 57     | 89-47  | 18 | 3 | 9  | 30                              |                           |                             | VI            | występy pod nazwą Stelmet UKP II Zielona Góra, fuzja z UKP Zielona Góra                                                                                           |
| 2013/2014 | Klasa Okręgowa Zielona Góra                                       | 10      | 38     | 60-60  | 11 | 5 | 14 | 30                              |                           | Finalista                   | VI            | występy pod nazwą Stelmet UKP II Zielona Góra |
| 2014/2015 |                                                                   |         |        |        |    |   |    |                                 |                           |                             |               | występy pod nazwą UKP Zielona Góra |
| 2015/2016 |                                                                   |         |        |        |    |   |    |                                 |                           |                             |               | występy pod nazwą KS Falubaz Zielona Góra, fuzja UKP z Falubazem                                                                                                  |
| 2016/2017 | Klasa B Zielona Góra                                              | 1       | 63     | 167-22 | 20 | 3 | 1  | 24                              |                           | III runda LZPN Zielona Góra | VIII          | wwystępy pod nazwą KS Falubaz II Zielona Góra |
| 2017/2018 | Klasa A Zielona Góra grupa III                                    | 14      | 26     | 56-56  | 8  | 2 | 16 | 26                              |                           |                             | VIII          | występy pod nazwą KS Falubaz II Zielona Góra, klub wycofał się po rundzie jesiennej                                                                               |
| 2018/2019 |                                                                   |         |        |        |    |   |    |                                 |                           |                             |               | występy pod nazwą KS Falubaz II Zielona Góra |
| 2019/2020 | IV liga (grupa lubuska)                                           | 11      | 16     | 26-32  | 4  | 4 | 7  | 15                              |                           | II runda LZPN Zielona Góra  | V             | występy pod nazwą KS Lechia Gran-Bud II Zielona Góra, w rundzie jesiennej klub nazywał się TS Masterchem Przylep nastąpiła fuzja z Lechią (Falubaz) Zielona Góra. |
| 2020/2021 | IV liga (grupa lubuska)                                           | 11      | 50     | 77-58  | 14 | 8 | 14 | 36                              |                           | 1/8 LZPN                    | V             | występy pod nazwą KS Lechia II Zielona Góra |
| 2021/2022 | IV liga (grupa lubuska)                                           | 11      | 44     | 60-57  | 12 | 8 | 14 | 34                              |                           | 1/4 LZPN                    | V             | występy pod nazwą KS Lechia II Zielona Góra |
| 2022/2023 | IV liga (grupa lubuska)                                           | 10      | 45     | 75-69  | 13 | 6 | 15 | 34                              |                           | II runda LZPN Zielona Góra  | V             | występy pod nazwą KS Lechia II Zielona Góra |
| 2023/2024 | IV liga (grupa lubuska)                                           | 8       | 53     | 61-48  | 15 | 8 | 11 | 34                              |                           | II runda LZPN Zielona Góra  | V             | występy pod nazwą KS Lechia II Zielona Góra |
| 2024/2025 | IV liga (grupa lubuska)                                           | 4       | 57     | 68-51  | 17 | 6 | 11 | 34                              |                           | II runda LZPN Zielona Góra  | V             | występy pod nazwą KS Lechia II Zielona Góra |

## Sukcesy klubu
| Seniorzy                                   | Seniorzy    | Seniorzy | Seniorzy | Seniorzy |
| Rozgrywki                                  | Wynik       | Ilość    | Sezon | Uwagi    |
| ------------------------------------------ | ----------- | -------- | --- | -------- |
| II liga                                    | 10. miejsce |          | 1952 |          |
| Puchar Polski                              | Ćwierćfinał | 2        | 1986/1987, 2022/2023 |          |
| Puchar Polski (województwo zielonogórskie) | Zwycięstwo  | 13       | 1952, 1960/1961, 1961/1962, 1971/1972, 1974/1975, 1975/1976, 1981/1982, 1983/1984, 1985/1986, 1987/1988, 1990/1991, 1993/1994, 1994/1995 |          |
| Puchar Polski (województwo zielonogórskie) | Finał       | 2        | 1950, 1984/1985 |          |
| Puchar Polski (województwo lubuskie)       | Zwycięstwo  | 7        | 2001/2002, 2006/2007, 2007/2008, 2011/2012, 2019/2020, 2020/2021, 2021/2022                                                              |          |
| Puchar Polski (województwo lubuskie)       | Finał       | 1        | 2013/2014 |          |

## Stadion
Lechia mecze rozgrywa na Stadionie MOSiR w Zielonej Górze przy ul. Sulechowskiej 37. Dane techniczne obiektu:
- pojemność: 7100 miejsc siedzących
- oświetlenie: brak
- wymiary boiska: 100 m x 67 m[13]
- najwyższe frekwencje: 20 tys. (finał Pucharu Polski 1965 Górnik Zabrze–Czarni Żagań), 10 tys. (1/16 finału Pucharu Polski 1984/1985, Lechia–Lech Poznań), 8 tys. (II liga 1973/1974, Lechia–GKS Katowice)[14]

Zespół rozgrywa również swoje spotkania na boisku dolnym obok stadionu, na tzw. „Dołku”. Jego pojemność wynosi 1000 miejsc, a wymiary boiska to 105 m na 70 m.

## Wychowankowie
Wychowankiem zielonogórskiego klubu jest m.in. Krzysztof Jutrzenka. W klubie szkolili się także m.in. Emil Drozdowicz, Marek Czerniawski, Maciej Murawski, Piotr Leciejewski, Paweł Wojciechowski i Łukasz Juszkiewicz. Lechia współpracowała z Lubuską Szkołą Piłkarstwa Młodzieżowego Zielona Góra.